# Новенский сельский совет (Мелитопольский район)
Нове́нский се́льский сове́т (укр. Новенська сільська рада) — административно-территориальная единица Мелитопольского района Запорожской области Украины.
Административный центр сельского совета находится в посёлке Новом.
По территории сельсовета протекают реки Тащенак и Молочная, оросительный канал Р-9, проходит автомобильная дорога Харьков—Симферополь и железная дорога Мелитополь — Джанкой.

## Сёла Новенского сельсовета
| № п/п | Название        | Население, чел. | Территория, кв.км | Плотность населения, чел./кв.км |
| ----- | --------------- | --------------- | ----------------- | ------------------------------- |
| 1.    | Новое           | 940             | 1.481             | 635                             |
| 2.    | Данило-Ивановка | 746             | 2.095             | 356                             |
| 3.    | Садовое         | 640             | 0.665             | 962                             |
| 4.    | Зелёное         | 195             | 0.081             | 2407                            |
| 5.    | Тащенак         | 120             | 0.21              | 571                             |
| 6.    | Песчанское      | 58              |                   |                                 |

## История
В межвоенный период на землях Новенского сельсовета располагался совхоз им. Петровского. Тогда же, в 1931 году, был основан посёлок Новое, в связи с размещением на прилегающей территории птицефабрики. В 1949 году совхоз был реорганизован в лесозащитную станцию, а 1951 году на её базе была создана Мелитопольская МТС.
Дальнейшая история сельсовета тесно переплетается с историей крупного колхоза «Заря», существовавшего на его территории. Колхоз владел 7803 га сельскохозяйственных угодий, в том числе 6183 га пахотной земли, и специализировался на выращивании зерновых, бахчевых и кормовых культур, мясо-молочном животноводстве, также садоводстве, овощеводстве и овцеводстве. Центральная усадьба колхоза «Заря» находилась в поселке Новом.
В это время Новенскому сельскому совету были также подчинены сёла Фруктовое, Долинское, Кирпичное, Ромашки и Удачное, и сельсовет был вторым по площади в районе после Новониколаевского. В 1987 году эти сёла были выделены в отдельный Фруктовский сельсовет, и площадь Новенского сельсовета уменьшилась на треть.

## Достопримечательности
В Новом находятся братские могилы 284 советских воинов и могила командира 1168-го ордена Красного Знамени стрелкового полка 346-й стрелковой дивизии Героя Советского Союза И. П. Павлюченкова, погибших при освобождении поселка от гитлеровцев. На братских могилах установлены памятники.
В Зелёном сохранился дом, в котором в октябре 1943 года, в ходе осуществления Мелитопольской наступательной операции, размещались штаб и наблюдательный пункт 463-го стрелкового полка.
В Садовом находится блиндаж, где в октябре 1943 года был наблюдательный пункт 54-го стрелкового корпуса под командованием генерал-лейтенанта Т. К. Коломийца.

## Экология
На территории сельсовета с 1963 года действует полигон твёрдых бытовых отходов.

## Интересные факты
У посёлка Садового найдено 2 монеты Боспорского царства (I век до н.э.).